# Cal Garriga (Bergús)
Cal Garriga  és un monument que forma part de l'Inventari del Patrimoni Arquitectònic Català de la vila de Cardona (Bages). La podem trobar al barri de Bergús, als afores de la vila.

## Descripció
Cal Garriga és una masia de grans proporcions orientada a migdia amb una estructura original corresponent a l'estructura clàssica de masia. Coberta a doble vessant i amb el carener perpendicular a la façana principal.
Les ampliacions posteriors modificaren el cos central de migdia amb la construcció d'un porxo-eixida avançant mig cos de l'edifici.
A tramuntana, una esvelta torre medieval de planta gairebé quadrada don testimoni de l'existència d'aquesta masia en època medieval.

## Notícies històriques
Cal Garriga està situada just al costat de l'església de base romànica de sant Joan de Bergús. Aquesta gran masia va créixer igual que l'església, partint d'una primera base medieval (manifestada en la torre a tramuntana) i fou ampliada els s.XVII-XVIII quan s'obriren les galeries a migdia.